# Tambu (album)
Tambu – album muzyczny grupy Toto wydany w maju 1995 roku. Sprzedano wówczas 600,000 kopii na całym świecie. Jest to ich dziewiąty album. Pierwszy ich album z udziałem Simona Phillipsa, który przejął obowiązki zmarłego Jeffa Porcaro w 1992 roku.

## Lista utworów
1. Gift of Faith (Lukather/Lynch/Paich) – 7:23
2. I Will Remember (Lukather/Lynch) – 6:06
3. Slipped Away (Lukather/Lynch/Paich/Phillips/Porcaro) – 5:16
4. If You Belong to Me (Lukather/Lynch/Paich) – 5:03
5. Baby He's Your Man (Garrett/Lukather/Paich) – 5:40
6. The Other End of Time (Goodrum/Lukather) – 5:04
7. The Turning Point (Lukather/Lynch/Paich/Phillips/Porcaro) – 5:25
8. Time Is the Enemy (Lukather/Paich/Waybill/Waybill) – 5:40
9. Drag Him to the Roof (Lukather/Lynch/Paich) – 5:03
10. Just Can't Get to You (Ballard/Lukather/Paich) – 6:10
11. Dave's Gone Skiing (Lukather/Phillips/Porcaro) – 4:59
12. The Road Goes On (Ballard/Lukather/Paich) – 4:26
13. Blackeye – 3:52 [bonustrack]

## Skład
- Steve Lukather – gitara, gitara basowa, mandolina, syntezator, fortepian, wokale
- David Paich – wokale, syntezator, fortepian, dyrygent, instrumenty klawiszowe, organy Hammonda, Fender Rhodes, aranżacje struny, podkład muzyczny
- Mike Porcaro – gitara basowa, instrumenty klawiszowe
- Steve Porcaro – programowanie bębnów, pętla bębna
- Simon Phillips – bębny, instrumenty klawiszowe, programowanie bębnów, pętla bębna, Roland TR-808

## Single
- I Will Remember / Dave's Gone Skiing / Blackeye